# Józef Zaremba (generał)

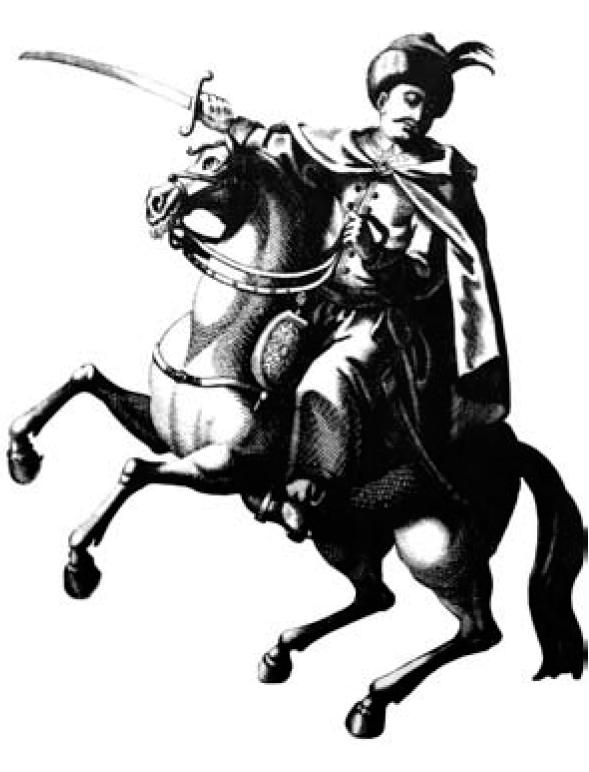
Johann Martin Will, Józef Zaremba, komendant wielkopolski wojsk Konfederacji Barskiej, ok. 1768

Józef Zaremba herbu Zaremba (ur. ok. 1731 w Libidzy, zm. 1774 w Rozprzy) – generał-major wojsk koronnych, generał-adiutant króla, konfederat barski, poseł sieradzki na Sejm Rozbiorowy 1773–1775.

## Życiorys
Józef Zaremba był synem Tomasza (łowczy piotrkowski) i Magdaleny z Łąckich. Uczył się w Piotrkowie Trybunalskim u pijarów. Służył w armii saskiej w latach 1751–1756, a później przeszedł do wojska koronnego i służył w pułku J. Potockiego. W latach 1759–1762 walczył z hajdamakami na Ukrainie.
15 stycznia 1769 roku jeden z czołowych dowódców oddziałów Konfederacji Barskiej. Regimentarz sieradzki, a w grudniu 1769 odznaczył się w bitwie pod Piotrkowem. Z I. Malczewskim w lutym 1770 ruszył na Warszawę, a po niepowodzeniu tej wyprawy i wycofaniu się Malczewskiego z ruchu działał dalej w Wielkopolsce, przyjmując tytuł komendanta generalnego wojsk prowincji wlkp. i Prus Królewskich (maj 1770). Marszałek Wielkopolski od 1770 roku. W grudniu 1769 odznaczył się w bitwie pod Piotrkowem. Jego prokrólewskie sympatie wywołały z czasem konflikt z Kazimierzem Pułaskim, który zakończył się w kwietniu 1772 spustoszeniem jego dóbr. Zdobył sławę w czasie obrony Częstochowy. Pobił 16 sierpnia 1770 wojska rosyjskie pod Kościanem, a 1 stycznia 1771 wydał w Kościanie manifest, w którym uzasadniał swe prawa do dowództwa. Napadł ok. 10 stycznia pod Bukiem na Malczewskiego i Jana Nepomucena Morawskiego. Wziął obu do niewoli i rozbroił ich oddziały, a następnie w dniach 23–30 stycznia szturmował Poznań. Odstąpił od oblężenia, gdy generał Rönne zwolnił aresztowanych konfederatów, a miasto uregulowało zaległe podatki. Wycofał się na Śląsk doznawszy 17 lutego klęsk pod Krotoszynem i Kobylinem, gdzie przy pomocy Żydów berlińskich organizował dostawy broni i zaopatrzenia dla swych oddziałów. Powrócił po 3 miesiącach i końcem czerwca 1771 rozbił wojska F. K. Branickiego w bitwie pod Widawą. Jego sekretarzem był Jędrzej Kitowicz. 3 listopada na wieść o zamachu konfederatów na króla podał się do dymisji, ale nie została przyjęta. 7 grudnia 1771 we Wschowie na zjeździe szlachty został wybrany marszałkiem konfederacji wielkopolskiej. Na pograniczu polsko–śląskim spędził zimę, a żeby ochronić własne dobra porozumiewał się z wojskami pruskimi wkraczającymi do Wielkopolski.
22 marca 1772 roku pokonany pod Piotrkowem, a 12 maja rozpuścił swe wojsko. Zdał dowództwo i udał się do Warszawy, gdzie uzyskał przebaczenie króla, awans na generała majora wojsk koronnych oraz starostwo nowosielskie. Do czynnej służby jednak już nie wrócił. Członek konfederacji Adama Ponińskiego sejmie rozbiorowym w 1773 roku. Posiadał m.in. w ziemi piotrkowskiej miasteczko Rozprza i wieś Kisiele, Libidzę k/ Kłobucka oraz Sokolniki w ziemi wieluńskiej.
Zmarł w końcu lutego 1774, wskutek odniesionych rozległych poparzeń w czasie kąpieli termicznej w nowej drewnianej, zamkniętej hermetycznie wannie.
Był żonaty z Józefą z Grodzickich, z którą miał córkę Teklę oraz synów Ignacego, Tomasza i Floriana.

## Postać Józefa Zaremby w kulturze
Bohater pieśni Jacka Kowalskiego „Duet Iwana Drewicza z JW Józefem Zarembą, komendantem konfederacji wielkopolskiej.”
Usiadł Zaremba przy starym dębie,

Bo Drewicz listy przysłał Zarembie;

Zaremba czyta - widać po minie,

Że wnet odpisze mu po łacinie.

	Nie mogą spotkać się osobiście,

	Zatem jedyny ratunek w liście:

	Listy w rozłące są panaceum,

	Czas by je wydać w Ossolineum.

(...)

W ten sposób Drewicz całe dwa lata

Poza Zarembą nie widział świata;

Lecz od zgrzytania stępiwszy zęby,

Zaprzestał listy słać do Zaremby.

	Szwabom przekazał korespondencję;

	Ci mieli niższą inteligencję,

	Zaremba stracił więc motywację,

	No i szlag trafił konfederację.